# Marlyse Rose Tongo Douala Bell
Marlyse Rose Tongo Douala Bell est une  femme politique, auteure, psychologue, diplômée de l'université René Descartes, Paris Sorbonne, écrivaine camerounaise, née à Douala. Elle est députée du Rassemblement Démocratique du Peuple Camerounais (RDPC) de 2013 à 2020.

## Biographie

### Débuts
Marlyse  Rose Tongo, épouse  Douala Bell, est une Camerounaise née à  Douala dans la région du Littoral du Cameroun. Elle a failli voir le jour  à Garoua, mais pour des raisons de  plateau technique, et compte tenu des difficultés que connaissait la grossesse de sa mère, il a été conseillé à ses parents de se rendre à Douala. Cette fille de fonctionnaire fait pratiquement le tour de plusieurs villes du Cameroun au gré des affectations de son père.

### Formation
Marlyse Rose Tongo commence son cursus scolaire dans la ville d'Edéa. Plus tard, elle présente le probatoire au lycée Joss de Douala. À cause d'un fait accidentel, elle rate son examen, bien qu'étant une élève brillante. Son oncle résidant à Paris  propose à ses parents  de l'envoyer chez lui. Elle obtient son baccalauréat A4 au lycée Hélène Boucher et envisage dès lors de devenir éducatrice spécialisée pour enfants handicapés. N'ayant pas pu obtenir de bourse pour cette formation, elle  se redirige vers la faculté de psychologie à l'université René Descartes, Paris V Sorbonne. Elle y sort nantie de son DEA en psychologie clinique et complète sa formation par de nombreux certificats en psychologie sociale et sciences de l'éducation. Elle se lance  ensuite dans la rédaction d'une thèse de 3e cycle sur les conséquences du deuil chez les sawas, notamment les différentes pathologies psychologiques développées par certaines veuves. Elle est contrainte d’arrêter ses travaux, à cause de la complexité du sujet, de l'absence d'une clinique dédiée  à ces pathologies typiquement africaines au Cameroun, mais aussi  à cause de sa peur  à cheminer avec des tradi-praticiens, uniques sources disponibles. Elle s'oriente ensuite vers la psychologie du travail  et la psychologie des organisations et obtient un diplôme d’études supérieures en psychologie du travail en France. Après une formation pratique à la SNCF, elle décide de rentrer au Cameroun et est embauchée à la Régie des chemins de Fer.

### Carrière professionnelle
Marlyse Rose Tongo Douala Bell adapte les tests psychotechniques au contexte camerounais à la Régie des chemins de Fer du Cameroun (Regifercam). Elle décide ensuite d'aller passer un test à la Société Nationale d’Électricité (SONEL). Elle est y embauchée et deux mois plus tard, lui est confiée l'organisation de  la sélection des cadres de la société. Par manque de promotion et de perspectives dans cette entreprise, elle et son amie Jeanne Antoinette Fansie mettent en place Cible RH, un cabinet de ressources humaines. Après l'échec des Américains[En quoi ?] à la SONEL et à la suite de la nomination de Jean David Bile comme Directeur Général adjoint, elle postule pour le poste de DRH, mais on lui confie plutôt l'organisation, le recrutement, la mobilité intérieure et la gestion des carrières. Au bout d'un certain temps, sa hiérarchie lui propose un poste plus élevé mais nouveau, qui consiste à mettre en place les bases de la responsabilité sociétale de l'entreprise et du développement durable.

### Carrière politique
- Depuis 1986, militante du Rassemblement Démocratique du Peuple  Camerounais (RDPC), année où elle occupe déjà le poste de présidente   d'une cellule aux Hydrocarbures à Douala. Quelques années plus tard, elle est cooptée par la grande section Wouri présidée par Françoise Foning.
- En 1996, elle se présente aux élections municipales à Douala 1er mais son parti est battu par le Social Democratic Front (Sdf).
- En 2007 elle saisit l'occasion que lui offre Albert Collins, à la quête d'une femme pour compléter sa liste. Étant troisième sur cette liste, elle est recalée au profit de Jean Jacques Ekindi.
- En 2013 elle est une fois de plus approchée par Albert Collins qui la reprend dans sa liste et la classe à la deuxième position. Elle devient députée de la neuvième législature.

## Publications
- La trahison du Prince Kotoko, Paris, Edilivre, 13 juin 2018, 248 pages[3].